# Sweet Charity (musical)
Sweet Charity is een musical met muziek van Cy Coleman, teksten van Dorothy Fields en verhaal van Neil Simon. De musical ging in 1966 op Broadway in première. Bob Fosse regisseerde de oorspronkelijke Broadwayversie en was tevens de choreograaf. 
Willy Hofman, Piet Meerburg, Hans Sleeswijk & René Sleeswijk sr. brachten in seizoen 1968/1969 de eerste Nederlandse versie van  Sweet Charity op de planken. Jasperina de Jong was te zien in de titelrol. De vertaling was van Seth Gaaikema. Tussen 1989 en 1991 bracht Joop van den Ende Theaterproducties Sweet Charity weer in de theaters, ditmaal met Simone Kleinsma in de titelrol. In het seizoen 2005/2006 was deze musical wederom te zien in Nederland, ditmaal geproduceerd door Mark Vijn. Ditmaal was het Lone van Roosendaal die in de huid van animeermeisje Charity kroop.
In 1969 werd een film gemaakt van Sweet Charity. Ook voor de film verzorgde Bob Fosse de regie en de choreografie. De hoofdrollen waren voor Shirley MacLaine (als Charity Hope Valentine) en John McMartin (als Oscar Lindquist).

## Verhaal
Het verhaal is gebaseerd op Federico Fellini's film Le notti di Cabiria (Nights of Cabiria). 
De musical vertelt het verhaal nachtclubdanseres Charity Hope Valentine. Zij is altijd op zoek naar de ware, hopend op een beter leven en smachtend naar iemand die echt van haar houdt. Na voor de zoveelste keer bedrogen te zijn, loopt ze op een avond bij toeval de wereldberoemde Italiaanse filmster Vittorio Vidal tegen het lijf. Tot een echte liefdesaffaire komt het niet en de zogenaamde relatie is van zeer kortstondige duur. Ze brengt de nacht door in zijn kledingkast terwijl hij de liefde bedrijft met een Zweedse schone. Gelukkig krijgt ze nog wel een gesigneerde foto en een hoed als aandenken, Charity kan haar geluk niet op. Dan ontmoet ze Oscar Lindquist in een vastgelopen lift. De vonk tussen de ogenschijnlijk saaie accountant Oscar en de frivole Charity springt over. Trouwplannen worden gesmeed en een lang gekoesterde droom lijkt in vervulling te gaan. Heeft ze dan toch de ware gevonden?

## Rolverdeling
| rol                                | 1968-1969 (Meerburg, Hofman, Sleeswijk & Sleeswijk) | 1989-1991 (Joop van den Ende Theaterproducties) | 2005-2006 (Mark Vijn Theater Producties) |
| ---------------------------------- | --------------------------------------------------- | ----------------------------------------------- | ---------------------------------------- |
| Charity Hope Valentine             | Jasperina de Jong                                   | Simone Kleinsma                                 | Lone van Roosendaal                      |
| Oscar Lindquist                    | Jacco van Renesse                                   | Fred Butter                                     | Tony Neef                                |
| Vittorio Vidal                     | Wim Hoddes                                          | Hans van der Gragt                              | Stephen Stephanou                        |
| Nickie                             | Ronny Bierman                                       | Diana Coolen                                    | Esther van Boxtel                        |
| Hélène                             | Milly Scott                                         | Carol Timmermans                                | Sophia Wezer                             |
| Ursula                             | Carola Gijsbers van Wijk                            | Jacqueline Aronson                              | Caroline Beuth                           |
| Herman                             | Chris Scheffer                                      | Erik Milo, Rob van de Meeberg                   | Jochem Feste Roozemond                   |
| Big Daddy Johann Sebastian Brubeck | Wim Zomer                                           | Jeffrey Lucas                                   | Perry Dosset                             |

'14-'18 · '40-'45 (België) · '40-'45 (Nederland) · De 3 Biggetjes · 3 Musketiers · Aida · Alice in Wonderland · A xXxmas Carola · Anatevka · Assepoester · Belle en het Beest · Billie Holiday · Bloedbroeders · The Bodyguard · Cabaret · Camelot · Cats · Chicago · Ciske de Rat · Cyrano de Bergerac · De Schone van Boskoop · Daens · Dirty Dancing · Doe Maar! · Domino · Doornroosje · Dracula · Drood · Elisabeth · Evita · Fame · De Finale · Flashdance · Foxtrot · Goodbye, Norma Jeane · Grease · Hair · High School Musical · De Jantjes · Jekyll & Hyde · Jersey Boys · Jesus Christ Superstar · Kadanza · De kleine zeemeermin · Koning van Katoren · Kruimeltje · Kuifje: De Zonnetempel · Kunt u mij de weg naar Hamelen vertellen, mijnheer? · The Last Five Years · Lelies · The Lion King · The Little Mermaid · Love Story · Lover of Loser · Mamma Mia! · De man van La Mancha · Mary Poppins · Les Misérables · Miss Saigon · Muerto! · De Muze van Rubens · My Fair Lady · On Your Feet! · Op hoop van Zegen · Oorlogswinter · The Passion · Pauline & Paulette · The Phantom of the Opera · Pinokkio · Red Star Line · Rembrandt · Robin Hood · Romeo en Julia, van Haat tot Liefde · De Rozenoorlog · Shhh...it happens! · Shrek · Soldaat van Oranje · Spring Awakening · De sprookjesmusical Klaas Vaak · Sneeuwwitje · The Sound of Music · Tarzan · Titanic · Turks fruit · Urinetown · De Vliegende Hollander · Wat Zien Ik?! · Wicked · The Wild Party · The Wiz · Wickie de viking de musical
    Portaal Musical